# SC Brunn am Gebirge
Der SC Brunn am Gebirge ist ein Fußballverein aus Brunn am Gebirge im Industrieviertel in Niederösterreich. Die Herrenabteilung wurde 1930 als ASK Irmahütte gegründet.
Der Verein nahm 1985 die Frauenfußballabteilung des DSC Alland-Brunn auf, die in der Frauen-Bundesliga, der höchsten Spielklasse im österreichischen Frauenfußball spielte. Die Herrenmannschaft spielt in der 2. Landesliga Ost, der fünften Leistungsstufe in Österreich.

## Geschichte
Der Sportclub Brunn am Gebirge wurde 1930 unter dem Namen ASK Irmahütte gegründet. In den nächsten vier Jahren gründete sich der Verein zwei Mal, am 5. Februar 1933 als ASK Brunn und am 7. Mai 1934 als Sport-Club Brunn. Am 9. März 1956 erfolgte die Vereinsumbenennung in Sport-Club Glasfabrik Brunn. Unter dem Obmann Wilhelm Weinert, der von 1953 bis 1984 Jugendleiter war und bis 1984 die Geschicke des Vereins leitete, wurde der Verein am 14. Oktober 1977 in Sport-Club Brunn am Gebirge umbenannt.
Präsidenten
- 1930–1937: Fritz Weiss jun.
- 1945–1972: Karl Kratschmer
- 1972–1977: Raimund Cramer
- 1972–1986: Franz Weiss
- 1986–1998: Josef Hesoun
- 1998–2013: Ernst Nakladal
- 2013–heute: Fritz Mladosevits

Obmänner/Obfrauen
- 1930: Kinzl
- 1930–1933: Karl Lanner
- 1933–1934: Adolf Huttary
- 1934–1935: Johann Magerl
- 1935–1937: Rudolf Thum
- 1937: Paul Schlaffer
- 1938: Karl Trausmuth
- 1938–1939: Erich Montag
- 1939–1942: Karl Zechmeister
- 1942–1945: Josef Öhlschmied
- 1945–1947: Rudolf Ströbl
- 1947–1956: Karl Schafhauser
- 1956–1964: Alois Schwab
- 1964–1970: Friedrich Gruber
- 1970–1975: Horst Sommersguter
- 1975–1977: Franz Krikawa
- 1977–1984: Wilhelm Weinert
- 1984–1986: Friedrich Janik sen.
- 1986–1996: Horst Klein
- 1996–2013: Fritz Mladosevits
- 2013–2017: Gabriele Schiener
- 2017-heute: Robert Schiener

## Männerfußball
Die Herrenmannschaft stieg nach der Vereinsgründung in die 2. Klasse Süd A ein und war bis 1967 in den untersten Ligen Wien oder Niederösterreich vertreten. Im Jahr 1951 gelang den Industrieviertlern den Aufstieg in die Landesliga Niederösterreich und 1967 feierten sie den niederösterreichischer Meister stiegen in die Regionalliga Ost auf. Fünf Jahre später belegten sie einen Abstiegsplatz und schlossen sich mit FC Wacker/Admira II zusammen und spielten als Spielgemeinschaft weiter.   Für die Saison 1973/74 lösten sie die Spielgemeinschaft auf und sportlich mussten sie aufgrund der Bundesliga-Reform von der 2. Leistungsstufe in die 3. Leistungsstufe absteigen und spielten weiter in der Regionalliga Ost. Ein Jahr später stiegen die Brunner in die Landesliga Niederösterreich, der 4. Leistungsstufe ab. Die nächsten Jahrzehnte rutschte das Team bis in die Gebietsliga ab. In der Saison 2009/10 schaffte die Herrenmannschaft den Aufstieg in die 2. Landesliga Ost, in der sie in der Saison 2019/20 spielt.
Titel und Erfolge
- 2 × niederösterreichischer Meister: 1967, 1977
- Teilnahme an der Regionalliga Ost

## Frauenfußball
Geschichte
Der Verein spielte im Sommer 1979 seine erste Meisterschaft unter dem Namen DSC Alland-Brunn in der zweiten Liga der Damenliga Ost und wurde hinter den B-Mannschaften von SV Aspern und USC Landhaus Dritter. Die Brünner wurden als Meister der zweiten Leistungsstufe gewertet, die aus finanziellen Gründen nicht in die erste Leistungsstufe aufstiegen konnten. Im Cup im gleichen Jahr erreichten die Niederösterreicher das Finale, das die Spielgemeinschaft gegen den ESV Ostbahn XI mit 4:0 verlor.
In der nächsten Saison 1980/81 wurden die Brunner ungeschlagen Meister und beschlossen in die erste Leistungsstufe aufzusteigen. Unter neuem Namen, DFC Alland-Brunn, wurde die Spielgemeinschaft mit zwei Punkten Letzter. Ab der Saison 1985/86 lösten die Allander und die Brunner die Spielgemeinschaft, der Verein wanderte ganz nach Brunn am Gebirge und spielte unter dem Namen DSC Austria Brunn. Der Verein gliederte sich in den nächsten drei Jahren in den Verein SC Brunn am Gebirge ein und nannte sich DSC Brunn am Gebirge. Zwischen der Saison 1986/87 und der Saison 1992/93 war der Damensportclub unter den Namen DFC Austria Brunn, DFC Brunn am Gebirge oder DFC Austria Brunn/Gebirge bekannt.  In der Saison 1989/90 wurden die Brunner Vizemeister und Cupsieger.
Ab der Saison 1993/94 gliederte sich der DSC Brunn am Gebirge in den SC Brunn am Gebirge ein und nannte sich SC Brunn am Gebirge Damen, spielte unter SC Brunn am Gebirge. 1995 musste der Verein wegen Mangel an Spielerinnen den Abstieg in die 2. Division Ost hinnehmen. Zum 20-jährigen Vereinsjubiläum, 1999, schaffte der Damensportclub den Aufstieg in die Frauen-Bundesliga. Nach drei Jahren Bundesliga beschloss der SC Brunn am Gebirge seine Damenabteilung aufzulösen und Fußballabteilung vor diese Saison zum 1. SVg Guntramsdorf.
Titel und Erfolge
- 2 × Damenliga Ost: 1980, 1981 (als DFC Alland-Brunn)
- 1 × Vizemeistertitel: 1990
- 1 × Cupsieger: 1990